# Chante, danse, aime
Pour plus de détails, voir Fiche technique et Distribution.
Chante, danse, aime (Lovestruck : The Musical), est un téléfilm musical américain réalisé par Sanaa Hamri et diffusé le 21 avril 2013 sur la chaîne ABC Family. Il comprend les vedettes : Chelsea Kane, Drew Seeley, Sara Paxton, Adrienne Bailon, Jane Seymour et Tom Wopat.
En France, le téléfilm obtient une première diffusion le 19 mars 2014, sur la chaîne M6.

## Synopsis
Harper Hutton est une ancienne star de la danse, qui a dû mettre fin à sa carrière à cause d'une blessure au genou. Sa fille, Mirabella, est supposée tenir le premier rôle dans le spectacle de sa mère. Mais elle décide au dernier moment de la quitter pour rejoindre Marco, son fiancé italien qui a la réputation d'être un bourreau des cœurs, et qu'Harper n'approuve pas. 
Harper est déterminée à la rejoindre en Italie pour lui faire changer d'avis. Souffrante, elle a besoin d'un petit remontant pour soulager sa douleur au genou. C'est alors qu'elle boit une potion au pouvoir rajeunissant, et retrouve sa jeunesse d'antan…

## Distribution
- Jane Seymour (VF : Evelyne Séléna) : Harper Hutton
- Chelsea Kane (VF : Camille Donda) : Jeune Harper Hutton / Debbie Hayworth
- Sara Paxton (VF : Olivia Luccioni) : Mirabella Hutton
- Alexander DiPersia (VF : Julien Allouf) :  Marco Vitturi
- Drew Seeley (VF : Julien Bouanich) : Jeune Ryan Hutton / Angus
- Tom Wopat (VF : Gabriel Le Doze) : Ryan Hutton
- Adrienne Bailon (VF : Marie-Eugénie Maréchal) : Noelle
- Sarab Kamoo (VF : Anne Rondeleux) : Amanda
- Mark Tallman (VF : Jean-Michel Vaubien) : Scott

Version française
- Société de doublage : Dubbing Brothers
- Mixage : Dubbing Brothers
- Direction artistique : Claire Guyot
- Adaptation des dialogues : Sandra Devonssay Leroux

 Source et légende : version française (VF) sur RS Doublage

## Musique
- Jane Seymour - Just Dance
- Chelsea Kane - I Wanna Dance with Somebody (Who Loves Me)
- Sara Paxton et Alexander DiPersia - Me Too (Stripped)
- Sara Paxton, Adrienne Bailon, Chelsea Kane - Like a Virgin
- Sara Paxton - How Can I Remember to Forget?
- Drew Seeley et Chelsea Kane - DJ Got Us Fallin' in Love
- Sara Paxton et Alexander DiPersia - Me Too (Main Mix)
- Adrienne Bailon, Sara Paxton, Alexander DiPersia et ensemble de la distribution - Everlasting Love
- Drew Seeley - Here and Now

## Accueil
Le téléfilm a été vu par 1,42 million de téléspectateurs lors de sa première diffusion.